# Центральноамериканський жолоб

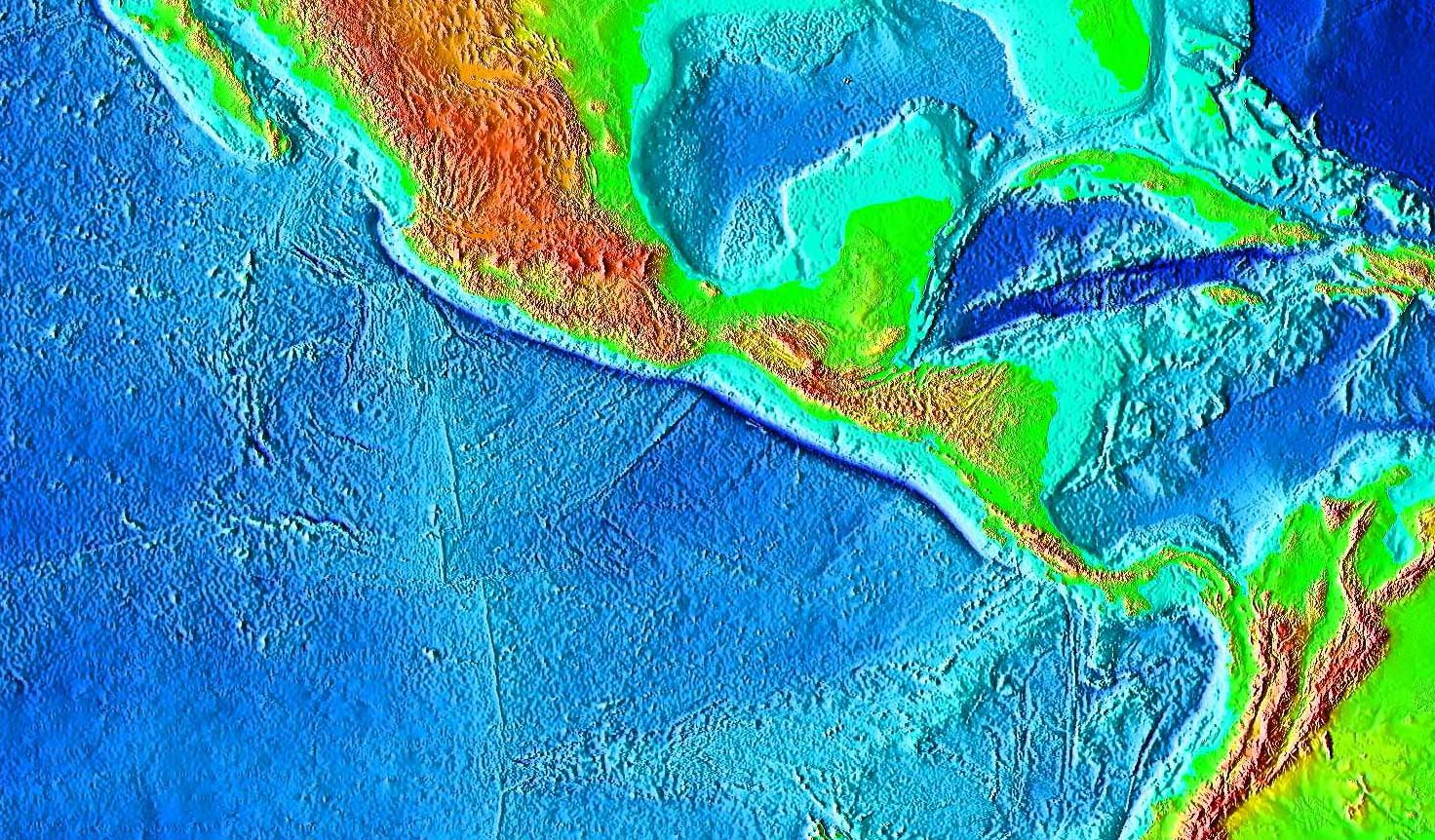
Жолоб позначено темно-синім

Центрально-Американський жолоб — велика зона субдукції, океанічний жолоб в східній частині Тихого океану біля південно-західного узбережжя Центральної Америки, прямує від центральної Мексики до Коста-Рики. Є границею між літосферними плитами Рівера, Кокос, Наска, Північно-Американською і Карибською. Жолоб має завдовжки 2750 км і 6669 м у своїй найглибшій точці.
Центрально-Американський жолоб поділяють на північну і південну частини. Північна частина або жолоб Акапулько, прямує з Халіско до хребта Теуантепек, і південна частина або Гватемальський жолоб, прямує від хребта Теуантепек до хребта Кокос

## Ресурси Інтернету
- Центрально-Американський жолоб у Великій Радянській Енциклопедії [Архівовано 28 грудня 2014 у Wayback Machine.]